# Freeze-Frame (lied)
Freeze-Frame is een lied geschreven door Seth Justman en Peter Wolf voor The J. Geils Band. Het werd voor het eerst uitgebracht als eerste nummer op het album met dezelfde naam. Het lied werd in begin 1982 uitgegeven als tweede single uit het album, na de miljoenenverkopende hit Centerfold. De achterkant van de single, Flamethrower, werd gedraaid op urban contemporary-radiostations in de Verenigde Staten en bereikte nr. 20 op de Billboard Soul Chart.